# Chaudforn
Chauç Forn (en francès  Chauffour-sur-Vell) és un municipi francès del departament de la Corresa, a la regió de la Nova Aquitània.

## Demografia
| 1962                                       | 1968 | 1975 | 1982 | 1990 | 1999 | 2007 |
| ------------------------------------------ | ---- | ---- | ---- | ---- | ---- | ---- |
| 274                                        | 287  | 297  | 289  | 325  | 320  | 368  |
| Des de 1962: població sense dobles comptes |      |      |      |      |      |      |

## Administració
| Període   | Identitat            | Partit |
| --------- | -------------------- | ------ |
| 1935-1947 | André Vergne         |        |
| 1947-1989 | Armand Farges        |        |
| 1989-2008 | Henri Salvant        | UMP    |
| 2008-     | Jean-Marie Blavignac |        |